# Relations entre l'Australie et le Bangladesh
Les relations entre l'Australie et le Bangladesh sont les relations bilatérales du Commonwealth d'Australie et de la république populaire du Bangladesh.

## Histoire
L'Australie a été le quatrième pays, et le premier dans le monde développé, à reconnaître l'indépendance du Bangladesh en 1971. Un haut commissariat a été ouvert à Dhaka et les relations ont été chaleureuses depuis lors.

## Commerce et investissement
La société australienne Santos, spécialisée dans le pétrole et le gaz, est un des principaux investisseurs dans le secteur des ressources naturelles du Bangladesh. En 2014, le commerce entre les deux pays a franchi la barre du milliard de dollars australiens, dont 450 millions provenaient des exportations du Bangladesh vers l'Australie. L'Australie bénéficie d'un excédent commercial de 160 millions de dollars australiens.

## Diplomatie
Le haut-commissaire du Bangladesh à Canberra en Australie est Kazi Imtiaz Hossain à partir de 2015. Le précédent haut-commissaire était le lieutenant général (retraité) Masud Uddin Chowdhury. VFS Global recueille les demandes de visa australien au Bangladesh. En 2016, Julia Niblett a été nommée haut commissaire australien au Bangladesh, elle a été précédée par Greg Wilcox.

## Défense et sécurité
Les deux pays participent à des exercices militaires communs, auxquels participent également les États-Unis, la Mongolie et le Népal. De de tels exercices seront également utiles pour améliorer les relations mutuelles entre les pays,.

## Sports
Les deux pays sont des nations qui pratiquent le test cricket et s'affrontent régulièrement dans le cadre de tournois, de séries et de la coupe du monde de cricket,.

## Droits de l'homme
L'Australie et le Bangladesh sont l'un des rares pays à prévoir l'option du troisième sexe sur leur passeport, avec l'Inde, le Népal et la Nouvelle-Zélande. Les cartes d'identité nationales du Pakistan ont commencé à permettre l'option pour un troisième sexe en 2011. Australia Bangladesh Solidarity Network est une organisation de défense des droits de l'homme qui travaille pour les travailleurs de l'habillement au Bangladesh.